# يان كاميرون (سياسي)
يان كاميرون (بالإنجليزية: Ian Cameron)‏ هو سياسي أسترالي، ولد في 8 مارس 1938 في ملبورن في أستراليا. حزبياً، نشط في الحزب الوطني الأسترالي. وقد انتخب عضو مجلس النواب الأسترالي عن دائرة Division of Maranoa ‏ (18 أكتوبر 1980 – 19 فبراير 1990).